# 梁國威
梁國威（Leung Kwok Wai，1986年2月23日—），生於香港，香港足球運動員，司職防守中場，現效力香港丙組聯賽球隊花花。

## 球員生涯
梁國威生於香港，最初他與朋友一起參加選拔，雖然他只是抱住陪跑的心態，誰不知最後反而獲得錄用，結果他在2006年在丙組聯賽地區球會屯門，展開他的足球生涯，效力屯門四個球季後，他成功協助球隊於2010/11球季以乙組亞軍身份，升班挑戰當時的頂級聯賽，而當時24歲的梁國威跟隨球隊正式在甲組聯賽賽場亮相後，於2012年7月轉投甲組日資球會橫濱FC香港，到2013年6月獲得班霸東方青睞，並於10月27日以1–1逼和標準流浪的聯賽，取得加盟後的首個入球，雖然他期間為東方奪得高級組銀牌及足總盃冠軍惟他上陣機會不多，結果他在2015年7月轉會夢想駿其，並協助球隊取得不錯表現及評價，更在2016年1月19日對傑志的聯賽，在補時階段頭槌破網，取得加盟後的首個入球，球季完結後由於夢想駿其宣告散班，使梁國威轉會香港飛馬，惟因傷上陣機會不多，到完季後加盟新成立的港超聯球隊夢想FC。

## 家庭生活
梁國威因為他的右手拇指旁有一隻小小的手指因此有「孖指」這個暱稱。
他於2012年10月25日與拍拖3年的的女朋友Fiona結婚，而兒子Bean仔於2015年出世，半歲時的身高及體重亦超出同齡嬰兒很多，到2017年10月27日其妻子Fiona於清晨5時10分誕下兩人第二顆愛情結晶品女兒Gianna，重3.29公斤。

## 榮譽
屯門
- 香港丙組聯賽冠軍（2008–09季度）
- 香港乙組聯賽亞軍（2009–10季度）

東方龍獅
- 香港高級組銀牌冠軍（2014–15季度）
- 香港足總盃冠軍（2013–14季度）

香港飛馬
- 香港菁英盃亞軍（2016–17季度）

## 外部連結
- 香港足球總會網頁球員註冊資料 （页面存档备份，存于）